# Делиц-ам-Берге
Делиц-ам-Берге (нем. Delitz am Berge) — посёлок в Германии, в земле Саксония-Анхальт, входит в район Зале в составе городского округа Бад-Лаухштедт.
Население составляет 840 человек (на 31 марта 2015 года). Занимает площадь 7,89 км².

## История
Первое упоминание о поселении встречается в период 880 — 899 годов, в каталоге об уплате пошлин (нем.).
1 января 2008 года, после проведённых реформ, Делиц-ам-Берге вошёл в состав городского округа Бад-Лаухштедт в качестве района.

## Галерея

Делиц-ам-Берге на карте городского округа
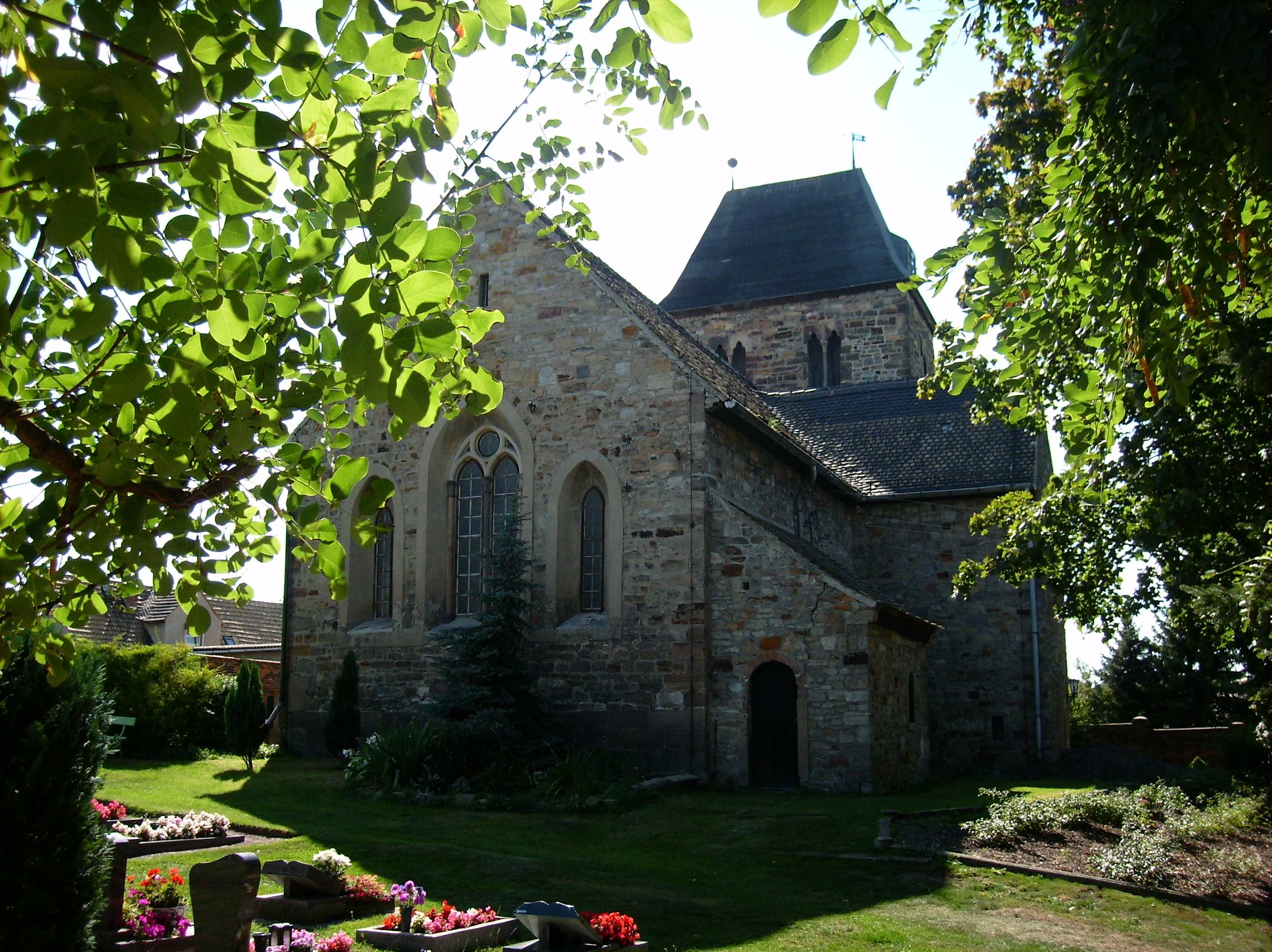
Церковь в Делиц-ам-Берге
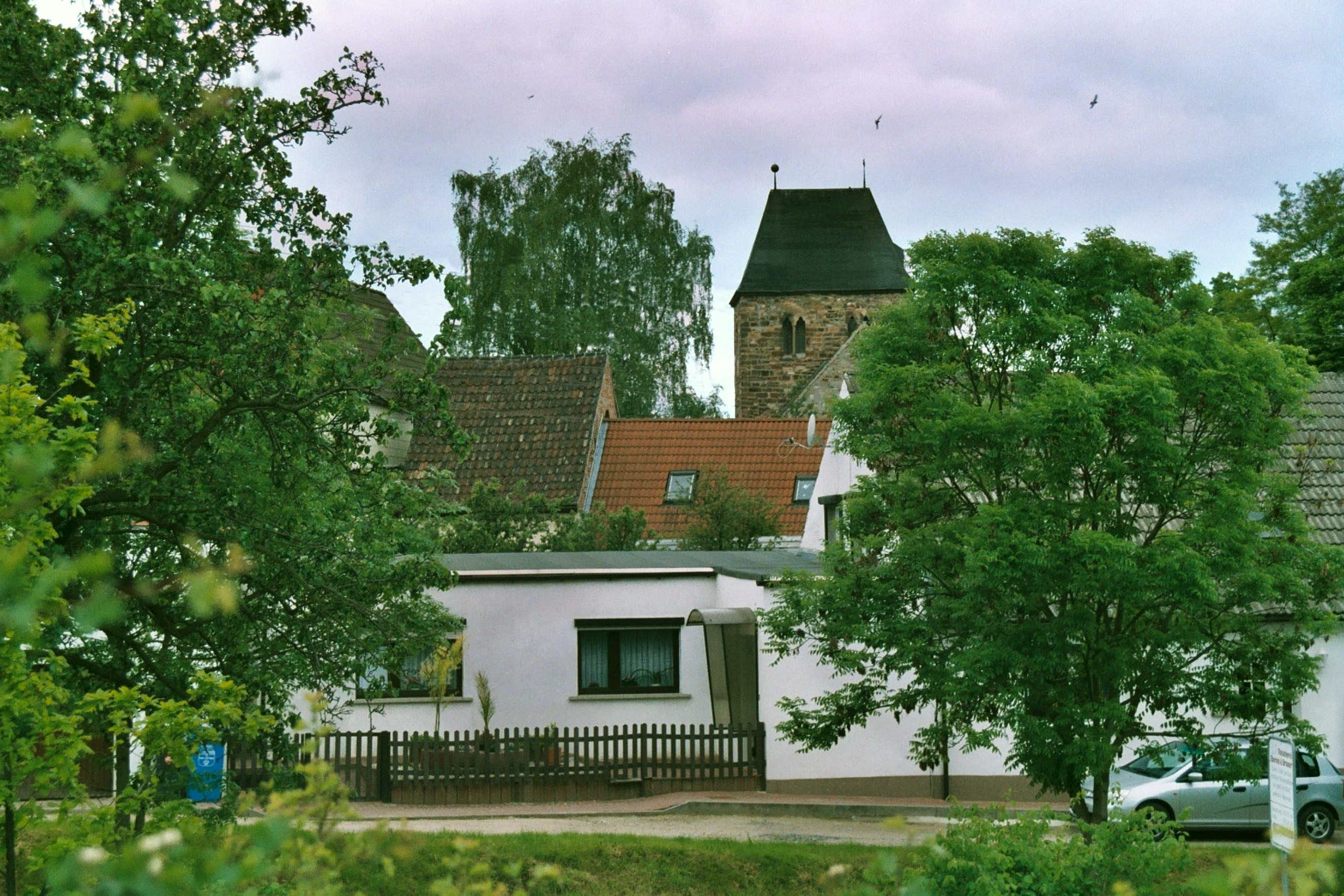
Жилой дом и улочка в Делиц-ам-Берге